# 山崎俊雄
山崎 俊雄（やまざき としお、1916年1月29日 - 1994年4月16日）は、日本の技術史学者、東京工業大学名誉教授。

## 略歴
石川県松任町出身。東京工業大学卒業。日本科学協会の『科学知識』編集者。1967年東京工業大教授。1976年広島大学教授。1979年阪南大学教授。1987年退任。1987年明治村賞受賞。1989年から1993年にかけ日本科学史学会の会長。産業考古学会を創立。

## 著書
- 『化学技術史 大工業と化学技術 科学史大系』（中教出版） 1953年
- 『工業と日本 私たちの社会科教室』（三十書房） 1957年
- 『技術史 日本現代史大系』（東洋経済新報社） 1961年
- 『工業と日本』（国土社、社会科学習シリーズ） 1967年

## 共編著
- 『通信と動力の科学技術』（杉田元宜共著、中教出版、科学史大系） 1952年
- 『発明発見図説』（相川春喜, 田中実共著、岩崎書店） 1965年
- 『現代自然科学入門』（編、有斐閣） 1967年
- 『電気の技術史』（木本忠昭共著、オーム社） 1976年
- 『日本の産業遺産 産業考古学研究』（前田清志共編、玉川大学出版部） 1986年
- 『技術革新と現代社会』（編、有斐閣、技術の社会史6） 1990年

## 翻訳
- 『都市』（白揚社、ピーチ） 1953年
- 『電子工業史 無線の発明と技術革新』（マクローリン、大河内正陽共訳、白揚社） 1962年
- 『自動車の歴史』（エドワード・L・スローム, ジェイムズ・S・クレンショウ、ベースボール・マガジン社） 1964年
- 『機械の歴史』（ロベール・スラール、長谷川淳共訳、恒文社、図説:科学の歴史2） 1965年
- 『技術の歴史 ソビエト科学アカデミー版』（A・A・ズヴォルイキン他、橋本等, 小林茂樹共訳、東京図書） 1966年
- 『ロケットの歴史』（クールトラント・カンビー、恒文社、図説:科学の歴史12） 1966年
- 『航空の歴史』（クールトラント・カンビー、長谷川淳共訳、恒文社、図説:科学の歴史） 1966年
- 『デ・レ・メタリカ 近世技術の集大成 - 全訳とその研究』（アグリコラ、三枝博音訳著、山崎編、岩崎学術出版社） 1968年
- 『現代科学技術革命論』（シュハルヂン編、金光不二夫共訳、大月書店） 1974年
- 『人間 - 科学 - 技術 科学技術革命のマルクス主義的分析』（ソ連邦科学アカデミー自然科学史・技術史研究所, チェコスロヴァキア科学アカデミー哲学・社会学研究所, ソ連邦科学アカデミー哲学研究所編、中峯照悦共訳、大月書店） 1975年